# 球员共有权
球员共有权，也可译为球员共同所有权，指两个足球俱乐部共同拥有一位球员的所有权，但这名球员只能代表一个俱乐部参加比赛。球员共有并不是一种普遍现象，它只在阿根廷、智利和乌拉圭等国出现。意大利足坛的球员共有权已经废止。球员共有权与第三方所有权不同。所谓第三方所有权指的是球员的所有权属于一个非足球俱乐部的实体（例如管理公司）。

## 意大利的球员共有权
球员共有权曾是意大利足坛的常见现象。2014年5月27日，意大利足球總會宣布自2014年夏季转会窗废止球员共有，当时仍处于共有的球员获得一年的缓冲期，到2015年夏天这些球员只能属于一家俱乐部。
意大利足球總會内部组织规程（Norme Organizzative Interne della FIGC）第102条之二（Art. 102 bis）规定了这一权利，正式名称为（可译为“参股权”）。被共同所有的球员的原有合同应当至少还有两年。共同所有权一般将持续一个赛季，但也可以提早终止。一个赛季之后，两家俱乐部将决定续签或终止协议。如果双方未能达成一致，意大利足球职业联盟将通过暗标来最终决定球员归属。两家俱乐部将报价装入信封，交给职业联盟。职业联盟开拆信封，出价高的俱乐部获得球员所有权。如果两俱乐部均不投标，之前一个赛季中球员效力的俱乐部将拥有球员的所有权。球员共有期间，如果两家俱乐部都同意，可以把球员免费租借给第三家俱乐部。如果球员和球员效力的俱乐部都同意，另一家俱乐部可把它拥有的一半股权出售。
球员共有使得意大利的小俱乐部可以用较低的价格换来较好的球员。大俱乐部经常通过球员共有来锻炼年轻球员。

### 实例
2002年夏天，国际米兰将巴西球员阿德里亚诺的一半所有权以1,730万欧元（也有报道称是1,300万欧元）的价格出售给帕尔马，阿德里亚诺代表帕尔马出战，帕尔马为阿德里亚诺支付薪资。阿德里亚诺在帕尔马表现出色。2004年1月，冬季转会时，国际米兰花了约2,000万欧元才买回了帕尔马手中的一半所有权。
2005年夏天，尤文图斯与佛罗伦萨达成协议，尤文图斯以430万欧元的价格买回左后卫乔吉奥·基耶利尼的一半所有权。一年前，尤文图斯以150万欧元的价格把基耶利尼的一半所有权卖给了佛罗伦萨。当时尤文图斯与佛罗伦萨共同所有的球员还有法布里齐奥·米科利和恩佐·馬雷斯卡，两家俱乐部没能就他们的归属达成一致。暗标竞价中，两家俱乐部都不愿意出高价，尤文图斯的出价较高，最后两人都回到了尤文图斯。一年之前，马雷斯卡的一半所有权价值200万欧元，而此时尤文图斯只花了40万欧元左右就买回了马雷斯卡；一年以前米科利的一半所有权价值750万欧元，暗标中佛罗伦萨报价155万欧元，尤文图斯报价200万欧元。
2011年夏天，由于博洛尼亚总经理斯蒂法诺·佩德雷利（Stefano Pedrelli）的低级失误，国际米兰意外地得到了守门员埃米利亚诺·维维亚诺。博洛尼亚本来计划出价470万欧元买下维维亚诺的一半所有权；国际米兰并不急于买回维维亚诺，报价仅为410万欧元。由于维维亚诺在之前的赛季代表博洛尼亚比赛，博洛尼亚报价时需要填写维维亚诺一半所有权的价格和全部身价的估值，但是佩德雷利填错了表格，只填了一个470万欧元。按照规则，470万欧元被视为维维亚诺的全部身价，博洛尼亚对一半所有权的报价变成了235万欧元。同年的夏季转会中，桑普多利亚和那不勒斯没能就达尼埃莱·曼尼尼的未来达成共识。竞标时，桑普多利亚没有提交报价信封，那不勒斯提交了0欧元的报价。按照规则，曼尼尼归那不勒斯。由于职业联盟规定报价不得低于500欧元，那不勒斯最后为曼尼尼向桑普多利亚支付了500欧元。